# Amolops vitreus
Espèce
Statut de conservation UICN

 VU B1ab(iii) : Vulnérable
Synonymes
- Rana vitrea Bain, Stuart & Orlov, 2006

Amolops vitreus est une espèce d'amphibiens de la famille des Ranidae.

## Répartition
Cette espèce se rencontre :
- au Laos dans la province de Phongsaly ;
- au Viêt Nam dans la province de Điện Biên.

## Étymologie
Le nom spécifique vitreus vient du latin vitreum, la vitre, la glace, en référence à la peau du ventre translucide de cette espèce.

## Publication originale
- Bain, Stuart & Orlov, 2006 : Three new Indochinese species of cascade frogs (Amphibia: Ranidae) allied to Rana archotaphus. Copeia, vol. 2006, no 1, p. 43-59 (texte intégral).